# 沙霍韦 (顿涅茨克州)

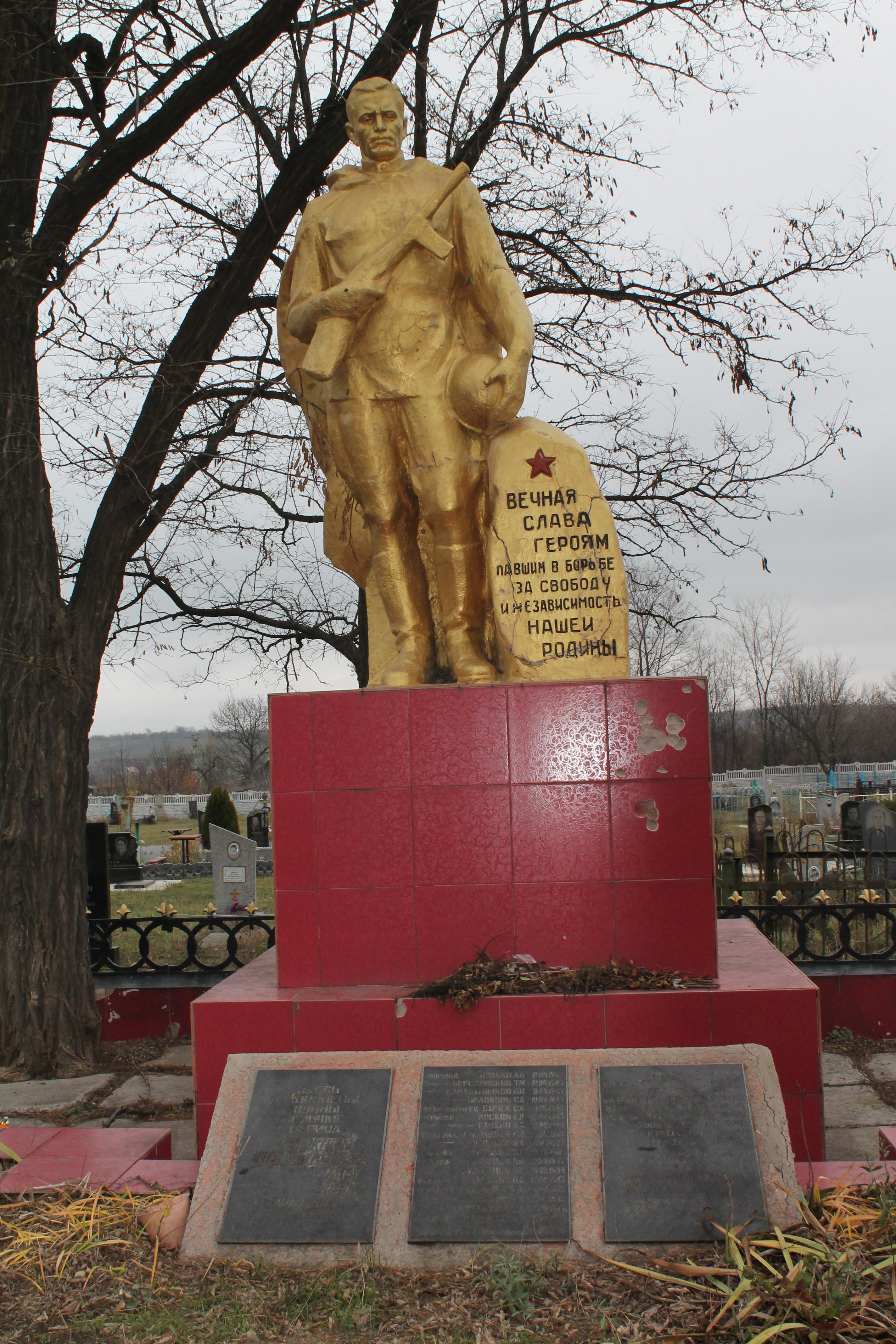
烈士墓

沙霍韦（烏克蘭語：Шахове），2016年前称十月村，是乌克兰顿涅茨克州波克罗夫斯克区沙霍韦市镇的村庄及其行政中心。人口数量为899人。